# Battaglia di Colle
La battaglia di Colle si svolse tra il 16 ed il 17 giugno del 1269 presso Colle di Val d'Elsa tra le truppe ghibelline di Siena e quelle guelfe di Carlo d'Angiò e di Firenze rappresentata da meno di 200 cavalieri fiorentini comandati da Neri de' Bardi.

## Descrizione
Dopo la battaglia di Montaperti, dove la ghibellina Siena vinse sulla guelfa Firenze il 4 settembre 1260, Colle di Val d'Elsa si trovava dalla parte guelfa.
Fu infatti sede dell'esilio di molti guelfi dalla città senese e colpita dalla persecuzione che porterà i concittadini ghibellini ad inseguire i fuoriusciti fino a Lucca.
Dopo la battaglia di Tagliacozzo il 27 agosto 1268 un'ennesima battaglia fra il Re Carlo d'Angiò, accorso in difesa del pontefice Clemente IV, e il nipote di Federico II, Corradino, alla guida dei ghibellini, decretò nei dintorni di Roma la vittoria finale dei guelfi. Ma i ghibellini, nonostante la sconfitta, proseguirono nella loro opera di persecuzione dei guelfi e, durante l'inseguimento verso Lucca, si attestarono nel castello di Ulignano, attuale frazione del comune di San Gimignano.
Fu così che i comuni circostanti, Colle di Val d'Elsa e San Gimignano in testa, decisero di attaccare quel castello e di inseguire i fuggitivi verso Pisa e Poggibonsi, fino a quando il grosso delle milizie ghibelline si ritrovò fra le mura di Pisa e Siena.
Nel giugno del 1269 il capitano Provenzano Salvani e il podestà conte Guido Novello uscirono da Siena con 1400 cavalieri e 8000 fanti fra senesi, pisani, tedeschi, spagnoli, fuoriusciti fiorentini e altri toscani, accampandosi nell'altopiano della Badia nei pressi dell'Abbazia di Spugna.
I Colligiani, che non si aspettavano questo assedio, si rinchiusero fra le fortificazioni di Colle Alta e mandarono dei messaggeri per chiedere aiuto a Firenze.
Il giorno successivo truppe francesi agli ordini del maresciallo Jean Britaud (Giambertoldo per il Villani), vicario del re Carlo d'Angiò, giunsero a Colle di Val d'Elsa, seguite – di sole ventiquattro ore – da un altro contingente di 400 fiorentini (che non giunsero in tempo per la battaglia).
Durante la notte il maresciallo schierò i francesi sulle mura di Colle Alta e fece conquistare il castello ghibellino dentro Colle. La mattina seguente, alle prime luci, la torre ghibellina segnalò l'avvicinarsi delle truppe inviate da Firenze. In realtà, al momento della battaglia l'esercito fiorentino era ancora a Barberino, e ordinò che si suonassero le trombe e che si gridasse a squarciagola "con impegno", in modo da far credere ai ghibellini che le truppe da combattere fossero molte più di quante essi non credessero. Sembra che lo scherzo funzionasse, perché di primo mattino i ghibellini si ritirarono verso San Marziale, attestandosi sulla collinetta Poggio ai Berci.
Il maresciallo Britaud diede ordine alle milizie colligiane di aggirare la collina rimanendo nascoste fino al momento in cui lui fosse apparso con le insegne fiorentine di fronte ai senesi e li avesse attaccati. Durante la sua avanzata, il Maresciallo fece abbattere il ponte di S. Marziale per impedire ai suoi una ritirata, ma anche per rallentare la fuga senese.
Arrivato in vista dei ghibellini, il Britaud diede inizio alla battaglia, mentre i colligiani sbucavano dietro le file senesi gridando e brandendo le armi, dando così la sensazione che altre truppe fossero in attesa di attaccare.
Per quanto il capitano Salvani minacciasse, promettesse compensi e gridasse, i soldati ghibellini combatterono poco e male, ritirandosi ben presto e dandosi alla fuga. Molti furono inseguiti e uccisi dai guelfi, mentre Salvani, non volendo tornare sconfitto a Siena, si gettò nella mischia e fu ucciso da Regolino Tolomei, suo nemico giurato.
Il Britaud era riuscito, con soli 800 cavalieri e circa 300 fanti colligiani, a sconfiggere con l'astuzia un esercito di ben 9400 uomini. Tutto questo accadeva sotto gli occhi della senese Sapìa Salvani - cantata da Dante nella Divina Commedia (Purgatorio,  Canto XIII e segg.) -, che seguì la battaglia pregando per la sconfitta dei suoi concittadini:
ed è qui perché fu presuntuoso
a recar Siena tutta alle sue mani.
Ito è così, e va senza riposo
poi ché morì: cotal' moneta rende
a soddisfar, chi è di là tropp’oso»
(Purgatorio XI)
passi di fuga, e veggendo la caccia
letizia presi ad ogni altra dispari [...]»
(Purgatorio XIII)